# Numeri telefonici in Albania
I numeri telefonici in Albania, non hanno lunghezza fissa; ossia alcuni di essi possono essere anche di sole 4 cifre prefisso escluso. Generalmente, nelle maggiori città si hanno prefissi molto corti, ed il numero dell'abbonato è più lungo. 

## Prefissi telefonici delle principali città
- 0394 - Babicë
- 0313 - Ballsh
- 0213 - Bajram Curri
- 0211 - Bajzë
- 032  - Berat
- 0811 - Bilisht
- 0219 - Bulqizë
- 0217 - Burrel
- 0387 - Çakran
- 0581 - Cërrik
- 082  - Coriza
- 0312 - Çorovodë
- 0815 - Delvinë
- 0371 - Divjakë
- 052  - Durazzo
- 0545 - Elbasan
- 0812 - Ersekë
- 034  - Fier
- 0563 - Fushë-Krujë
- 084  - Argirocastro
- 0513 - Gramsh
- 0393 - Himara
- 0554 - Kavajë
- 0211 - Koplik
- 0511 - Krujë
- 0214 - Krumë
- 0893 - Ksamil
- 0311 - Kucovë
- 0242 - Kukës
- 053  - Laç
- 0388 - Levan
- 0215 - Alessio
- 0881 - Libohovë
- 0514 - Librazhd
- 035  - Lushnjë
- 0861 - Maliq
- 0561 - Mamurras
- 0885 - Memaliaj
- 0391 - Orikum
- 0342 - Patos
- 0512 - Peqin
- 0813 - Përmet
- 0591 - Përrenjas
- 0218 - Peshkopi
- 0832 - Pogradec
- 0368 - Poliçan
- 0212 - Pukë
- 0216 - Rrëshen
- 0577 - Rrogozhinë
- 0852 - Saranda
- 0392 - Selenicë
- 0571 - Shijak
- 022  - Scutari
- 0814 - Tepelenë
- 04   - Tirana
- 047  - Kodër Kamëz
- 047  - Vorë
- 048  - Kashar
- 049  - Petrelë
- 0213 - Tropojë
- 0361 - Ura Vajgurore
- 033  - Valona

## Telefonia mobile
In Albania vi sono due maggiori operatori mobili.
- +355 (068) - Telekom Albania T-Mobile
- +355 (069) - Vodafone Albania
- +355 (067) - Eagle Mobile
- +355 (066) - PLUS Communication

Dall'Albania
- 06xxxxxxxx

Dall'estero
- +3556xxxxxxxx

## Chiamate urbane ed extraurbane
Per telefonare all'interno della stessa città in Albania il prefisso di zona non viene composto pertanto si comporranno solo le 4-8 cifre del numero abbonato NON COMPRENSIVE DI PREFISSO

## Chiamate dall'estero
Prima del numero locale si digita +355 seguito dal prefisso di città privato dello zero iniziale.

## Numeri di emergenza
- Polizia - 129, 126
- Ambulanza - 127
- Vigili del Fuoco - 128
- Emergenza - 112
- Emergenze marittime- 125

°Attivi nelle maggiori città